# Valamugil
Valamugil is een geslacht van straalvinnige vissen uit de familie van harders (Mugilidae). Het geslacht is voor het eerst wetenschappelijk beschreven in 1948 door Smith.

## Soorten
- Valamugil buchanani (Bleeker, 1854)
- Valamugil formosae (Oshima, 1922)
- Valamugil robustus (Günther, 1861)
- Valamugil speigleri (Bleeker, 1858-59)